# National Aerospace Development Administration
Die National Aerospace Development Administration, kurz NADA (offizielle Bezeichnung und Abkürzung in englischer Sprache) ist die nationale Verwaltung von Nordkorea, die alle Weltraumentwicklungsprogramme des Landes leitet und führt. Die koreanische Bezeichnung ist 국가우주개발국 Kukkaujugaebalguk. 
Aktuelle Grundlage für die Tätigkeit der NADA ist das Gesetz über die Weltraumentwicklung, das 2013 auf der 7. Sitzung der 12. Obersten Volksversammlung verabschiedet wurde. Das Gesetz legt die nordkoreanischen Prinzipien der friedlichen Entwicklung des Weltraums fest, die Einhaltung der Grundsätze der Juche-Ideologie und der Selbständigkeit, sowie das Ziel der Lösung der wissenschaftlichen und technologischen Probleme der Raumfahrt zur Verbesserung der Wirtschaft, Wissenschaft und Technik.
Das Gesetz regelt auch die Position der NADA und die Grundsätze der Notifikation, der Sicherheit, Forschung und ggf. Entschädigung im Zusammenhang mit Satellitenstarts. Das Gesetz fordert für die Zusammenarbeit mit internationalen Organisationen und anderen Ländern das Prinzip der Gleichberechtigung und des gegenseitigen Nutzens, die Einhaltung des Völkerrechts und internationaler Ordnungen für den Weltraum. Im Gesetz wendet sich auch gegen die Militarisierung des Weltraums.

## Logo
Das Emblem der NADA ist eine dunkelblaue Weltkugel, unten mit dem Wort Kukkaujugaebalguk (Nationale Raumfahrtentwicklungsverwaltung) in weißen koreanischen Buchstaben und oben in Hellblau die Buchstaben DPRK für Democratic People’s Republic of Korea (Demokratische Volksrepublik Korea) und darüber das Sternbild Großer Bär (dt. Großer Wagen). Der große Bär soll die Absicht der nordkoreanischen Weltraumforscher symbolisieren, das Korea Kim Il Sungs und Kim Jong Ils als Weltraummacht zu glorifizieren. In der Mitte trägt es die Buchstaben „NADA“ in weißen Buchstaben. Zwei hellblaue Ringe symbolisieren Satellitenbahnen und die Absicht, auf allen Orbits Satelliten zu platzieren.

## Korean Committee of Space Technology
Ausführende Raumfahrtagentur von Nordkorea ist das Korean Committee of Space Technology (Koreanisches Komitee für Weltraumtechnik), das seit den 1980er Jahren forscht und entwickelt mit dem Ziel der Herstellung und Platzierung von Kommunikationssatelliten, Erdbeobachtungssatelliten und Wetterbeobachtungssatelliten. 
Im August 1998 startete die Agentur den Experimentalsatelliten Kwangmyongsong-1. Nordkorea nutzte die Rakete Unha-2, die es vom Tonghae Satellite Launching Ground in der Provinz Hamgyŏng-pukto startet.

## Kwangmyongsong 3-2, erster erfolgreicher Satellitenstart
Nach fehlgeschlagenen Starts in den Jahren 1998, 2006, 2009 und April 2012, bei denen die Raketen explodierten oder hunderte Kilometer flogen, aber nicht den Orbit erreichten, gelang Nordkorea am 12. Dezember 2012 seinen ersten Satelliten im All, im vorgesehenen Orbit zu platzieren. Es handelte sich um den Satelliten Kwangmyongsong 3-2, der mittels einer Unha-3-Rakete vom Sohae Space Centre, Distrikt Cholsan aus ins All geschossen wurde.

## Internationaler Rechtsrahmen der nordkoreanischen Raumfahrtaktivitäten
2009 trat Nordkorea dem Vertrag über die Grundsätze zur Regelung der Tätigkeiten von Staaten bei der Erforschung und Nutzung des Weltraums einschließlich des Mondes und anderer Himmelskörper bei sowie dem Übereinkommen über die Registrierung der in den Weltraum gestarteten Gegenstände.